# Kirvesjärvi (sjö i Mellersta Finland)
Kirvesjärvi är en sjö i Finland. Den ligger i kommunen Kyyjärvi i landskapet Mellersta Finland, i den centrala delen av landet, 300 km norr om huvudstaden Helsingfors. Kirvesjärvi ligger 196 meter över havet. I omgivningarna runt Kirvesjärvi växer i huvudsak blandskog. Arean är 42,2 hektar och strandlinjen är 5,92 kilometer lång. Sjön  ingår i Kymmene älvs huvudavrinningsområde. 